# مؤسسة تسيير مصالح مطارات الجزائر
مؤسسة تسيير مصالح مطارات الجزائر (بالفرنسية: Etablissement de Gestion de Services Aéroportuaires d’Alger)‏ هي مؤسسة حكومية جزائرية تقوم بإدارة 17 مطاراً بالجزائر.
تأسست الشركة بمقتضى المرسوم التنفيذي رقم 173-87 المؤرخ في 11 أغسطس 1987 تحت إشراف وزارة النقل، وتتمثل مهامها في إدارة، تسيير وتطوير مطارات الجزائر، وتقوم بإدارة المطارات التالية.
1. بجاية مطار عبان رمضان
2. حاسي مسعود مطار كريم بلقاسم
3. غرداية مطار مفدي زكريا
4. تمنراست مطار حاج باي أخاموك الدولي
5. ورقلة مطار عين البيضاء
6. عين أمناس مطار عين أمناس
7. عين قزام مطار عين قزام
8. عين صالح مطار عين صالح
9. الأغواط مطار الأغواط
10. حاسي الرمل مطار حاسي الرمل
11. الوادي مطار قمار
12. جانت مطار جانت
13. تقرت مطار تقرت
14. المنيعة مطار المنيعة
15. بوسعادة مطار بوسعادة
16. الشلف مطار الشلف الدولي
17. إليزي مطار إليزي